# کسن سه
کِسّن III (انگلیسی: Kessen III) یک بازی ویدئویی در سبک تاکتیک هم‌زمان است که توسط کویی و در سال ۲۰۰۴ و در پلت‌فرم پلی‌استیشن ۲ منتشر شده‌است. بازی بر اساس زندگی اودا نوبوناگا ساخته شده‌است.